# Војин Ћетковић
Војин Ћетковић (Крушевац, 22. август 1971) српски је филмски и позоришни глумац.
Глумачку каријеру започео је у Крушевачком позоришту, професионалну у Народном позоришту у Београду, а након уписивања Факултета драмских уметности у Београду, 1996. постао је члан Југословенског драмског позоришта, које га је стипендирало. Прву ТВ улогу остварио је у филму Рај, Петра Зеца 1993. као Томин друг, а прву главну улогу у филму Зона Замфирова 2002. године као Мане. Прославио се улогама Горана Бранда Гагића у ТВ серији Породично благо, као и по улогама Миломира Вранића у серији Мој рођак са села и по улози Михаило Андрејевић у филму и серији  Монтевидео, Бог те видео!, Монтевидео, Бог те видео! (ТВ серија)  и у његова два наставка. Након тога је добио улоге у филмовима Танго је тужна мисао која се плеше, Стршљен, Пљачка Трећег рајха, Клопка, Хадерсфилд, Читуља за Ескобара.
Позоришна публика широм Србије имала је прилике да га гледа у реномираним представама Крушевачког позоришта „Златно руно” Борислава Пекића, „Проклета Авлија” Иве Андрића и „Дервиш и смрт” Меше Селимовића, све три у режији Небојше Брадића. Поред ових, играо је у представама „Буре барута”, „Аудијенција”, „Љубавна писма”, „Сузе су О. К”, „Емигранти” и многим другим.
Вишеструко је награђиван за улоге у позоришту и на филму, а издвајају се две Годишње награде ЈДП, награда „Бранка и Млађа Веселиновић”, Награда Раша Плаовић и Награда Милош Жутић.
Живи и ради у Београду, а од 2008. године у браку је са глумицом Слободом Мићаловић са којом има ћерке близнакиње Милу и Веру. Вера се такође бави глумом, а свој деби остварила је у филму ,,Хајдук у Београду” у улози Роберте.

## Биографија
Рођен је 22. августа 1971. године у Крушевцу, где је завршио основну школу и Крушевачку гимназију, на смеру за културу и информисање. Први пут је на сцену крочио са свега осам година у „Театру За” у Крушевцу. Био је члан Крушевачког позоришта и драмске секције у родном граду, где је као глумац аматер провео десет година, а имао је и своју радио емисију.
Страствени је пецарош, играо је фудбал, а пре глуме рукомет у „Обилићеву” и „Напретку” из Крушевца. Глуму је учио и у Позоришном студију „Бата Миладиновић” у Крушевцу, који је водио Раде Савић. Био је заинтересован за књижевност, али се одлучио да студира глуму. У Београд се из Крушевца преселио 1990. године, како би уписао Факултет драмских уметности Универзитета уметности. Током друге године студирања доживео је повреду и решио да напусти студије, али се вратио на наговор рођака Милована који је режисер. Студирао је на класи професора Владимира Јевтовића, заједно са Наташом Нинковић, Небојшом Глоговцем, Сергејом Трифуновићем, Нелом Михајловић и Борисом Пинговићем. Године 1995. појавио се у музичком споту Ајмо у живот, музичке групе К2.
Учествовао је у великом броју хуманитарних акција. Приватно се дружи са Вањом Грбићем, Николом Ђуричком и Вуком Костићем.
Члан је Удружења драмских уметника Србије. Пре него што је 1996. године прешао у Југословенско драмско позориште, био је члан ансамбла Народног позоришта у Београду.

## Породица
Одрастао је у патријархалној породици, Слободанке из Крушевца и Чедомира Ћетковића из Колашина, а име је добио по деди. Има млађег брата Бојана који живи у Крушевцу. По народности се изјашњава као Србин, а по завичајном пореклу као Црногорац.
Године 2001. оженио се новинарком Наташом Миловановић, са којом је био у браку до 2005. године. Своју садашњу супругу, глумицу Слободу Мићаловић, упознао је на снимању филма Зона Замфирова 2001. године, међутим пар је тек након неколико година ступио у везу, а венчали су се у мају 2008. године. У јануару 2010. године добили су ћерке Милу и Веру.
Венчани и кумови деце Слободи Мићаловић и Ћетковићу су Никола Ђуричко и Наташа Нинковић. Ћетковић је кумовао првом браку Небојше Глоговца, кум је и његове деце из првог брака, као и кум сина Наташе Нинковић.

## Глумачка каријера

### 1993—1999
Ћетковић је глумачку каријеру започео током ране младости у Крушевачком позоришту, чији је био члан. Током студирања на Факултету драмских уметности у Београду имао је улоге у неколико позоришних представа. Прву телевизијску улогу имао је 1993. године у филму Рај, Петра Зеца, а 1995. године је играо у улози Димитрија у ТВ филму Симпатија и антипатија Здравка Шотре. Године 1996. добио је награду „Бора Михајловић” и постао члан Југословенског драмског позоришта, где је добио улоге у представама Буре барута као Геле, У потпалубљу као Дејан и Аудијенција као Сладек у оквиру Атељеа 212. У споредној улози Рокија нашао се на филму Танго је тужна мисао која се плеше из 1997. године, а 1998. је глумио у филму Стршљен као таксиста, ТВ филму Досије 128 као сликар Мирослав Бојић и у филму Раскршће (сегмент Важно је да си ту).
У серији Породично благо, Ћетковић је 1998. године добио улогу Горана Бранда Гагића, након које је постао познат широј јавности и за коју је са партнерком Мином Лазаревић два пута добио Награду ТВ Новости Глумачки пар године, 1999. и 2002. године. Године 1999. имао је мању улогу Никшићанина Љубе у филму Нож, а исте године добио је и награду „Стојан Дечермић — млади првак” од стране Југословенског драмског позоришта.

### 2000—2009
Године 2000. глумио је у улози Бранда у ТВ филму А сад адио, који је базиран на ТВ серији Породично благо. Као Згодни се 2001. појавио у филму Бумеранг, а исте године и у ТВ филму Трећи канал од Сунца. Прву главну улогу на филму остварио је 2002. године као Мане кујунџија у филму Зона Замфирова, редитеља Здравка Шотре и за ту улогу са партнерком Катарином Радивојевић добио је још једну Награду ТВ Новости Глумачки пар године, 2003. године, а снимио је и песму Побегуља за потребе филма. На 38. Филмским сусретима у Нишу 2003. године, заједно са Небојшом Глоговцем био је у саставу жирија фестивала. На глумачким свечаностима Миливоје Живановић у априлу 2004. године додељена му је награда од стране жирија публике за улогу Хасана у позоришној представи Дервиш и смрт.
Улогу Немца Франца Бемеа одиграо је у филму Пљачка Трећег рајха, као и улогу Ђорђа Вучинића 2005. године у ТВ серији Вила Марија. Исте, 2005. године, Ћетковић се појавио у улози Физикуса у филму Ивкова слава и улози Срећка у филму Звезде љубави, за коју је добио Награду за најбољег глумца треће фестивалске вечери, на 40. Филмским сусретима у Нишу.
У Зеници му је 2006. године на Петом фестивалу босанскохерцеговачке драме додељена награда за најбољег глумца. Године 2007. глумио је у филмовима Клопка као Влада, у једној епизоди ТВ серије Позориште у кући као др. инг. Лазар Шурић, у десет епизода ТВ серије Вратиће се роде као Вразалић и у филму Хадерсфилд у улози Дулета, за коју је добио Награду за најбољу епизодну мушку улогу у филму на 42. Филмским сусретима у Нишу, исте године. Остварио је 2008. године улоге у Шотриним документарним ТВ филмовима Кнежевина Србија као београдски везир и Краљевина Србија као Милан Обреновић.
Током 2008. појавио се и у улози Гандија у филму Читуља за Ескобара, у осам епизода ТВ серије Рањени орао у улози Томе Ђуровића, у двадесет и осам епизода серије Мој рођак са села, у улози Миломира Вранића, и у седамнаест епизода серије Улица липа као Иван. У марту 2009. године освојио је Оскара популарности за најбољег глумца, као и Награду Милош Жутић од стране Удружења драмских уметника Србије за насловну улогу у представи Дон Крсто. Појавио се током 2009. године и у девет епизода ТВ серије Грех њене мајке, у улози Јована и у француском филму Људски зверињак као Алекс.

### 2010—данас
Године 2010. Ћетковић се појавио у дванаест епизода ТВ серије Сва та равница у улози Светозара, а исте године и у филмовима — Као рани мраз у улози др. Сефера; Жена са сломљеним носем као Горан и филму Монтевидео, Бог те видео! као Михаило Андрејевић Андрејка. У периоду 2011—2012. године глумио је у улози Душана Антића у осам епизода серије Цват липе на Балкану, а након тога и у серијама Непобедиво срце, као лекар у санаторијуму; Јагодићи, као Светозар и ТВ серији Монтевидео, Бог те видео!, као Михаило Андрејевић.
Исте, 2012. године глумио је у улози директора Козарца у филму и ТВ серији Шешир професора Косте Вујића. У децембру 2012. године појавио се у улози Отела истоимене представе Вилијама Шекспира, у режији Милоша Лолића. Премијера представе била је на сцени Југословенског драмског позоришта, а Ћетковић је за ову улогу награђен Годишњом наградом ЈДП-а (2013), Наградом Раша Плаовић (2013), наградом за лепоту сценског говора Др Бранивој Ђорђевић (2013) и наградом Миливоје Живановић (2016).
Године 2013. појавио се у документарном филму Марко Николић, Змај и Дунав, посвећеном глумцу Марку Николићу, као и у кратком филму Врата Србије: Мојсинска Света гора као војвода Пријезда. Улогу у серији Монтевидео, видимо се! као Михаило Андрејевић и у кратким филмовима Маријина епизода као Стеван и The Cursed Days као Дуан имао је 2014. године, када је уједно добио Награду „Бранка и Млађа Веселиновић” за најбоље глумачко остварење у сезони 2012/2013 у представама ЈДП-а и награду за најбоље глумачко остварење за улогу доктора Арсића у представи Провиденца у 2014. години, на Фестивалу медитеранског филма Пургаторије у Тивту.
Плакету „Милош Шами” добио је 2015. године за одигране улоге у Херцегновском позоришту. Споредну улогу Неше играо је у филму Стадо, Николе Која 2016. године, а исте године глумио је у филму Santa Maria della Salute у улози Лазе Костића. Ћетковић је истакао да је Лаза Костић био најкомплекснији и најизазовнији филмски лик којег је играо, а за улогу је добио Награду Цар Константин на 52. Филмским сусретима у Нишу 2017. године. Године 2017. појавио се у осам епизода црногорске ТВ серије Божићни устанак, која је доживела велики број негативних критика у Србији, а због улоге Ђуре Драшковића, Ћетковић је наишао је на осуду српских медија и публике.
Исте, 2017. године глумио је у једанаест епизода мини—тв серије Santa Maria della Salute као Лаза Костић и у ТВ серији Мамурлуци као Неша бизнисмен. Ћетковић се 2018. године појавио у улози Стефана Првовенчаног, главној улози у ТВ серији Немањићи — рађање краљевине. Исте године, у мини ТВ серији Груди појавио се у улози Фукија, као и у шест епизода серије Жигосани у рекету у улози професора Нојмана. Тренутно ради на снимању филма Апсурдни експеримент. У плану је наставак снимања филма Кнез Лазар, где ће Ћетковић имати улогу старијег кнеза Лазара. У ТВ серији Група, појавио се у улози полицајца.

## Филмографија
| Год.       | Назив                                 | Улога                                   |
| ---------- | ------------------------------------- | --------------------------------------- |
| 1990-е▲    |                                       |                                         |
| 1991.      | Вештина живети                        |                                         |
| 1993.      | Рај                                   | Томин друг                              |
| 1995.      | Симпатија и антипатија                | Димитрије                               |
| 1997.      | Танго је тужна мисао која се плеше    | Роки                                    |
| 1998.      | Досије 128                            | сликар Мирослав Бојић                   |
| 1998.      | Раскршће                              |                                         |
| 1998.      | Стршљен                               | таксиста                                |
| 1998—2002. | Породично благо                       | Горан Гагић Брандо                      |
| 1999.      | Нож                                   | Љубо Никшићанин                         |
| 2000-е▲    |                                       |                                         |
| 2000.      | А сад адио                            | Горан Гагић Брандо                      |
| 2001.      | Бумеранг                              | Згодни                                  |
| 2001.      | Трећи канал од Сунца                  |                                         |
| 2002.      | Зона Замфирова                        | Мане кујунџија                          |
| 2004.      | Пљачка Трећег рајха                   | Франц Беме                              |
| 2005.      | Вила Марија                           | Ђорђе Вучинић                           |
| 2005.      | Звезде љубави                         | Срећко                                  |
| 2005.      | Ивкова слава                          | Физикус                                 |
| 2007.      | Клопка                                | Влада                                   |
| 2007.      | Хадерсфилд                            | Дуле                                    |
| 2007.      | Позориште у кући                      | Лазар Сурић                             |
| 2008.      | Рањени орао                           | Томо Ђуровић                            |
| 2008—2011. | Мој рођак са села                     | Миломир Вранић                          |
| 2008.      | Краљевина Србија                      | краљ Милан Обреновић                    |
| 2008.      | Кнежевина Србија                      | београдски везир                        |
| 2008.      | Читуља за Ескобара                    | Ганди                                   |
| 2007—2008. | Вратиће се роде                       | Вражалић                                |
| 2007—2015. | Улица липа                            | Иван                                    |
| 2008—2009. | Рањени орао (ТВ серија)               | Томо Ђуровић                            |
| 2009.      | Људски зверињак                       | Алекс                                   |
| 2009—2010. | Грех њене мајке                       | кум Јован                               |
| 2010-е▲    |                                       |                                         |
| 2010.      | Као рани мраз                         | доктор Шефер                            |
| 2010.      | Сва та равница                        | Светозар                                |
| 2010.      | Жена са сломљеним носем               | Горан                                   |
| 2010.      | Монтевидео, Бог те видео!             | Михаило Андрејевић                      |
| 2011—2012. | Цват липе на Балкану                  | Душан Антић                             |
| 2012.      | Непобедиво срце                       | лекар                                   |
| 2012.      | Шешир професора Косте Вујића          | директор школе Ђуро Козарац             |
| 2012.      | Монтевидео, Бог те видео! (ТВ серија) | Михаило Андрејевић                      |
| 2012.      | Јагодићи                              | Светозар                                |
| 2012.      | Монтевидео, видимо се!                | Михаило Андрејевић                      |
| 2012—2014. | Монтевидео, видимо се! (ТВ серија)    | Михаило Андрејевић                      |
| 2013.      | Шешир професора Косте Вујића          | директор Козарац                        |
| 2013.      | Врата Србије: Мојсињска Света гора    | војвода Пријезда                        |
| 2014.      | Маријина епизода                      | Стеван                                  |
| 2013.      | The Cursed Days                       | Дуан                                    |
| 2016.      | Santa Maria della Salute              | Лаза Костић                             |
| 2016.      | Стадо                                 | Неша                                    |
| 2017.      | Божићни устанак                       | Ђуро Драшковић                          |
| 2017.      | Santa Maria della Salute              | Лаза Костић                             |
| 2017.      | Немањићи — рађање краљевине           | Стефан Првовенчани                      |
| 2017.      | Мамурлуци                             | Неша бизнисмен                          |
| 2018.      | Груди                                 | Фуки                                    |
| 2018.      | Жигосани у рекету                     | професор Нојман                         |
| 2019.      | Група                                 | полицајац Шумић                         |
| 2019.      | Реална прича                          | Мики                                    |
| 2019—2021. | Швиндлери                             | Брзи Нож,Оштри Нож,Рђави Нож,Кратки Нож |
| 2019.      | Јунаци нашег доба                     | Иван Бојанић Бизон                      |
| 2020-е     |                                       |                                         |
| 2020.      | Груди                                 | Фуки                                    |
| 2020—2023. | Мама и тата се играју рата            | Мики                                    |
| 2021.      | Није лоше бити човек                  | Милан                                   |
| 2021.      | Александар од Југославије             | Патријарх српски Димитрије              |
| 2021.      | Калкански кругови                     | Дејан                                   |
| 2021.      | Адвокадо                              | Станко                                  |
| 2021—2022. | Тајне винове лозе                     | Вук Томовић                             |
| 2023.      | Тома                                  | Драган Николић                          |
| 2024.      | Баук                                  | свештеник                               |
| 2024.      | Мегдан: Између воде и ватре           | Баста                                   |
| 2024.      | Сети ме се                            |                                         |
| 2024.      | Апсурдни експеримент                  |                                         |

## Синхронизацијске улоге
Ћетковић је позајмљивао глас за неколико улога у цртаним филмовима који су синхронизовани на српски језик.
| Година синх. | Цртани филм                    | Улога             | Студио         |
| ------------ | ------------------------------ | ----------------- | -------------- |
| 2000.        | Кирику против вештице          | Кирику (младић)   | Шибица         |
| 2014.        | Ћурке на слободи               | Џејк              | Моби           |
| 2017.        | Лепотица и звер (филм из 2017) | Гастон (дијалози) | Ливада Београд |

## Позоришне представе
Након ангажмана у Крушевачком позоришту, где је глумио пре уписивања факултета, био је члан ансамбла Народног позоришта у Београду, а након тога члан Југословенског драмског позоришта, где је одиграо велики број улога. Истакао се у великом броју позоришних улога укључујући улоге Дон Жуана у истоименој представи, Торвалда Хелмера у представи Нора! Шта се догодило након што је Нора напустила мужа или стубови друштва, Отела у Дневнику о Чарнојевићу, Љубомира Несторовића у представи Тако је морало бити, доктора Арсића у Провиденци за коју је добио награду за најбоље глумачко остварење, Хасана у представи Дервиш и смрт, Отела у истоименој представи за коју је добио велики број награда, психијатра Мартина Дајсарта у Еквусу и многим другим.
Сарађивао је са неким од најзначајнијих позоришних редитеља на Балкану, међу којима су Дејан Мијач, Небојша Дугалић, Егон Савин, Горан Марковић, Небојша Брадић, Угљеша Шајтинац и многи други.
| Представа                                                                  | Улога                      | Редитељ             |
| -------------------------------------------------------------------------- | -------------------------- | ------------------- |
| Аудијенција                                                                | Сладек                     | Војин Пауновић      |
| Српска драма                                                               | Милан Срећковић            | Небојша Брадић      |
| Време чуда                                                                 | Јаков Алфејев              | Радмила Војводић    |
| Лисистрата                                                                 |                            | Петар Зец           |
| Брод за лутке                                                              | Љутко                      | Слободан Унковски   |
| Буре барута                                                                | Геле                       | Борис Исаковић      |
| Дневник о Чарнојевићу                                                      | Отел                       | Милош Лолић         |
| Дон Крсто                                                                  | Крсто                      | Вида Огњеновић      |
| Говорница                                                                  | Ранка/Ранко из Београда    | Јагош Марковић      |
| Хадерсфилд                                                                 | Дуле                       | Угљеша Шајтинац     |
| Јастучко                                                                   | полицајац и детектив       | Ања Шуша            |
| Дон Жуан                                                                   | Дон Жуан                   | Горчило Стојановић  |
| Љубавна писма                                                              | Војин                      | Небојша Брадић      |
| Дервиш и смрт                                                              | Хасан                      | Небојша Брадић      |
| Мале тајне                                                                 | Петар Радовановић          | Горан Марковић      |
| У потпалубљу                                                               | Дејан                      | Никита Миливојевић  |
| Кандид или оптимизам                                                       | Командант, Клеменсо        | Александар Поповски |
| На дну                                                                     | Барон                      | Паоло Мађели        |
| Ноћ богова                                                                 | Луј XIV                    | Марко Манојловић    |
| Нора! Шта се догодило након што је Нора напустила мужа или стубови друштва | Торвалд Хелмер             | Снежана Тришић      |
| Отело                                                                      | Отел                       | Милош Лолић         |
| Корени                                                                     |                            | Небојша Брадић      |
| Мушица                                                                     |                            | Миленко Заблаћански |
| Мизантроп                                                                  | Оронт, заљубљен у Селимену | Егон Савин          |
| Осма седница или Живот је сан                                              |                            | Горан Марковић      |
| Проклета авлија                                                            | Ћамил                      | Небојша Брадић      |
| Провиденца                                                                 | доктор Арсић               | Егон Савин          |
| Тако је морало бити                                                        | Љубомир Несторовић         | Егон Савин          |
| Сестре по метли                                                            |                            | Кокан Младеновић    |
| Турнеја                                                                    |                            | Милан Караџић       |
| Салома                                                                     | Џонатан, Поџерс            | Роман Виктјук       |
| Краљ Бетајнове                                                             | Жупник                     | Милан Нешковић      |
| Трансилванија                                                              | Даглас                     | Милан Караџић       |
| У Едену на истоку                                                          | Прогоњен                   | Никола Ђуричко      |
| У мочвари                                                                  | Катриџ Килбрајд            | Егон Савин          |
| Сузе су ОК                                                                 |                            | Милан Караџић       |
| Златно руно                                                                | Кир Кјсунизаге, лекар      | Небојша Дугалић     |
| Троил и Кресида                                                            | Диомед                     | Дејан Мијач         |
| Еквус                                                                      | психијатар Мартин Дајсарт  | Марко Манојловић    |
| Није човек ко не умре                                                      | Иван                       | Горчин Стојановић   |

## Награде и признања
- Награда „Бора Михајловић” (1996)[31]
- Награда „Стојан Дечермић — млади првак” (1999)[35][70]
- Награда ТВ Новости за глумачки пар године са Мином Лазаревић у ТВ серији Породично благо (1999. и 2002)[33]
- Награда ТВ Новости за глумачки пар године са Катарином Радивојевић у филму Зона Замфирова (2003)[36]
- Награда жирија публике за улогу Хасана у позоришној представи Дервиш и смрт, глумачке свечаности Миливоје Живановић, Пожаревац (2004)[41]
- Награда за најбољег глумца 3. фестивалске вечери, за улогу Срећка у филму Звезде љубави, 40. Филмски сусрети у Нишу (2005)[42]
- Награда за најбољег глумца 5. Фестивала босанскохерцеговачке драме, Зеница (2006)[43]
- Награда за најбољу епизодну мушку улогу у филму Хадерсфилд, 42. Филмски сусрети у Нишу (2007)[71]
- Оскар популарности за најбољег глумца (2009)[45]
- Награда "Милош Жутић" за насловну улогу у представи Дон Крсто, Удружење драмски уметника Србије (2009)[72][73][74]
- Награда за лепоту говора Бранивој Ђорђевић за улогу Отела у истоименој представи (2013)[75][76]
- Годишња награда ЈДП-а за улогу Отела у представи Отела (2013).[48]
- Награда Раша Плаовић за улогу Отела у истоименој представи Вилијама Шекспира у режији Милоша Лолића и продукцији Југословенског драмског позоришта (2013)[77]
- Награда „Бранка и Млађа Веселиновић” за најбоље глумачко остварење у сезони 2012/2013 у представама ЈДП-а (2014)[52]
- Награда за најбоље глумачко остварење за улогу доктора Арсића у представи Провиденца у 2014. години, Фестивал медитеранског филма Пургаторије (2014)[51]
- Награда породица животног стила са Слободом Мићаловић, Личности животног стила Србије (2015)[78]
- Плакета „Милош Шами” за одигране улоге у Херцегновском позоришту (2015)[53]
- Награда Миливоје Живановић за улогу Отела у истоименој представи (2016)[47]
- Признање Видовдански витез (2017)[79]
- Награда Цар Константин за улогу Лазе Костића у филму Santa Maria della Salute, 52. Филмски сусрети у Нишу (2017)[55]
- Златни индекс Бањалучког студентског позоришта (2022)[80]
- Награда Браћа Карић (2022)